# Ferris De Joux Design

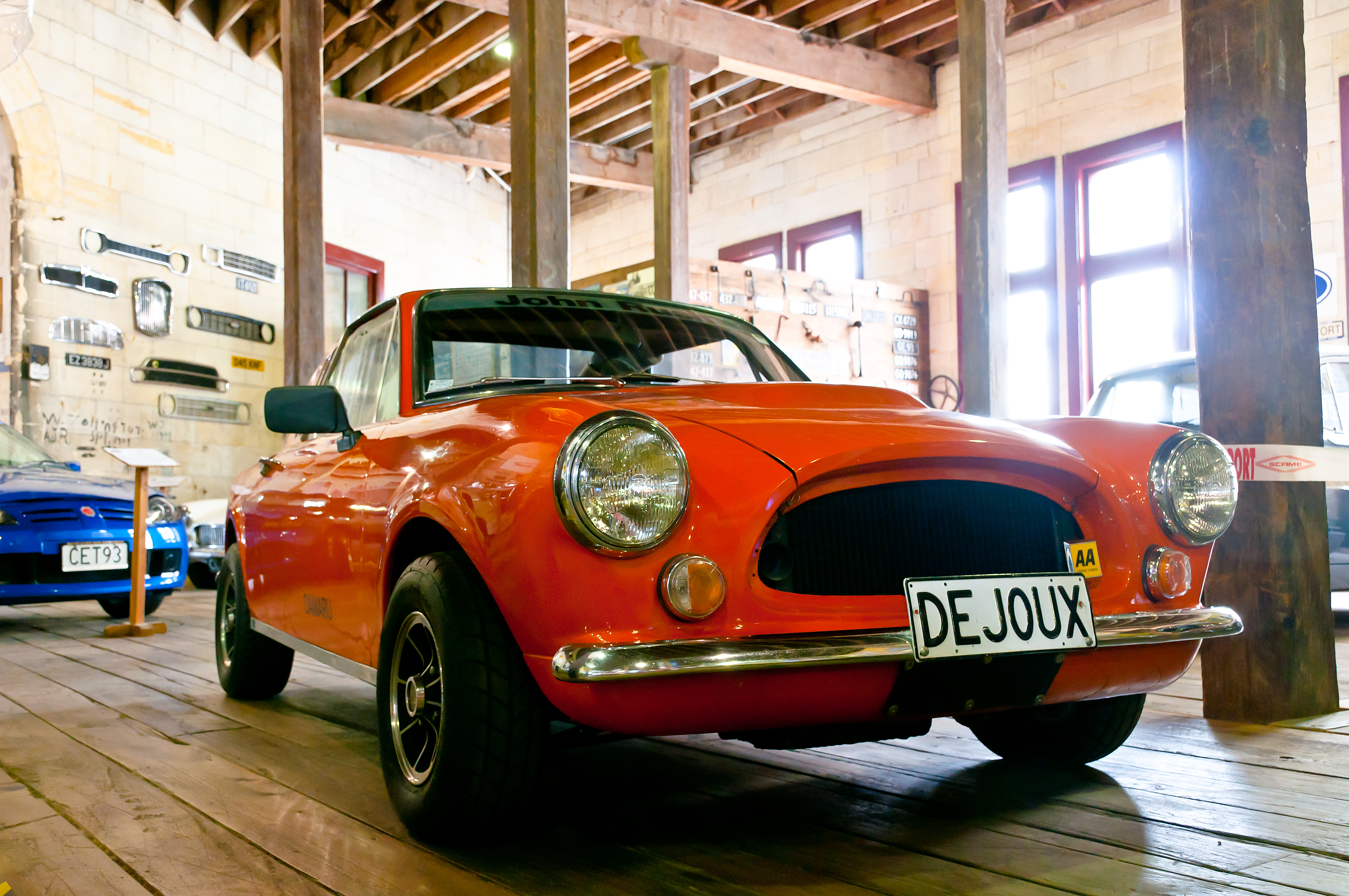
De Joux

Ferris De Joux Design war ein neuseeländischer Hersteller von Automobilen mit Sitz in Auckland.

## Unternehmensgeschichte
Das Unternehmen unter Leitung von Ferris De Joux existierte seit 1958. 1970 begann die Produktion von Automobilen und Kit Cars. Der Markenname lautete De Joux. 1970, 1971 oder 1972 endete die Produktion. Insgesamt entstanden etwa 30 Fahrzeuge.

## Fahrzeuge
Im Angebot stand der GT. Der Sportwagen basierte auf dem Mini. Die Karosserie bestand aus Fiberglas. Sie war länger und breiter, aber bedeutend flacher als beim Mini. Verschiedene Vierzylindermotoren trieben die Fahrzeuge an. Der Wasserkühler war im Gegensatz zum Original vor dem Motor montiert. Das Leergewicht lag 46 kg unter dem des Mini.